# Regnes mitjans de l'Índia
Els regnes mitjans de l'Índia eren els ens polítics establerts a l'Índia a partir del segle ii aC, marcat per la continuïtat d'onades d'invasió dels pobles de l'Àsia central i per l'expansió del budisme i que finalitzaren amb la conquesta islàmica.

## Invasions del nord-est
A conseqüència de la desintegració de la dinastia Màuria durant el segle ii aC, el sud de l'Àsia es va convertir en una barreja d'estats. La Vall de l'Indus i el Ganges van atraure tot un seguit de pobles invasors entre els 200 aC i 300 dC. Els puranes (antics texts escrits en sànscrit) parlen de moltes d'aquestes tribus, estimades estrangeres i bàrbars impurs. En primer lloc els Satavahana i més tard l'imperi gupta, estats successors a l'imperi Màuria, van mirar de contenir l'expansió per alliberar-se de la pressió exercida per aquests nouvinguts.
Les tribus invasores van ser influenciades per la societat i les doctrines budistes del Ganges i van adoptar-les, cosa que va generar un pont cultural entre les dues cultures, la dels invasors i la dels satavahana i guptes. Aquest període està marcat pel creixement intel·lectual i artístic, inspirats per la difusió del sincretisme cultural, en l'inici de la Ruta de la Seda.

## Regne indogrec
Al començament del 180 aC els indogrecs de Bactriana, es van instal·lar al Regne Indogrec i van ser coneguts com a iavanes (segurament per una manera de pronunciar ionis). Varen contribuir al desenvolupament de les arts, la religió i la numismàtica.

## Poble escita
Els saces (o indoescites) van aconseguir arribar des de les estepes de l'Àsia central fins al riu Indus.

## Regne indopar
Amb l'ascens dels parts, la Vall de l'Indus va caure novament sota la influència de Pèrsia, que van aconseguir conquistar el Regne Indoescita. El regne indopart fou fundat per Gondophares al voltant del 20 dC quan es va independitzar dels parts. Aquest darrer regne va durar poc temps, sent conquistat pels kuixans al 75 dC.

## Les satrapies occidentals
Les dinasties occidentals governades pels sàtrapes sota els parts van exercir el control conservat en regions importants de l'oest eventualment governades en competència amb els kuixans i els satavahana.